# Cacharel (entreprise)
Pour les articles homonymes, voir Cacharel.

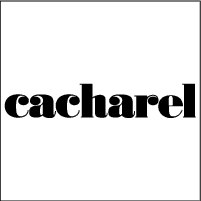
Ancien logo de Cacharel

Cacharel est une entreprise française de prêt-à-porter. Elle a été fondée à Nîmes en 1958 par Jean Bousquet, ancien maire de la commune durant deux mandats. Il est alors âgé de 30 ans et fils d'un marchand de machines à coudre. L'entreprise commercialise du prêt-à-porter féminin, masculin et enfant (depuis 2012). Elle gère également diverses licences d'accessoires de mode, de lingerie, et de parfums.
La dénomination de la marque provient du nom d'un canard de Camargue, le cacharel, qui est le nom local de la sarcelle d'été (Anas querquedula),.

## Exploitation de la marque
L'exploitation de la marque a été confiée à la société Jean Cacharel.

## Historique
Dès les débuts de Cacharel, marque de pantalons pour femme à l'origine, la démarche de Jean Bousquet fut celle d’un précurseur car il a su conjuguer la création de produits iconiques incarnation d'une période, avec une communication de marque tout à fait inédite. De façon très innovante pour l'époque, Jean Bousquet a su faire appel à l'ensemble des médias pour créer une communication globale autour de la marque Cacharel.
Plein de ressources, il détourne le crépon utilisé en lingerie pour en faire un chemisier. L'idée est audacieuse et séduit immédiatement les femmes à l'âme révolutionnaire. Une photo signée Peter Knapp avec le top modèle Nicole de Lamargé portant le fameux chemisier est publiée en couverture de Elle en 1966. C'est le début du succès,. Le port du chemisier Cacharel par Brigitte Bardot contribue au succès de la marque.
Jean Bousquet est l'un des premiers à considérer et à développer globalement l'image d'une marque, posant, avec le talent de la photographe Sarah Moon, les jalons d'une identité visuelle marquante et innovante[réf. nécessaire].
Marque phare des années 1960-1970, Cacharel reçoit l'« Oscar de l'exportation » de la part du président Valéry Giscard d'Estaing.
Parallèlement, il a su capitaliser sur des produits aujourd'hui emblématiques de la marque. Ainsi, la chemise pour femme, le crépon et l'imprimé Liberty à fleurs,,, participent à l'élaboration des codes fondateurs du prêt-à-porter en même temps qu'à l'établissement de leur propre légende en tant que best-sellers.
Plusieurs stylistes passent par la suite chez Cacharel, dont sa belle-sœur Corinne Sarrut, Agnès b, Lolita Lempicka, Emmanuelle Khanh, Corinne Cobson, le designer japonais Atsuro Tayama, le duo Mark Eley et Wakako Kishimoto, et les Clemens Ribeiro. Depuis avril 2009 c'était Cédric Charlier (ex Lanvin) qui dirige la création femme chez Cacharel avec 4 saisons à son actif, remplacé en 2011 par Ling Liu et Dawei Sun.
En novembre 2009, le rapprochement de Cacharel avec le groupe italien Aeffe (Alberta Ferretti, Philosophy, Moschino, Pollini (chaussures et accessoires en cuir), Cédric Charlier…), par la signature d’un contrat de licence permet à la Maison de se renforcer et déployer sur le plan international.

## Développement international
Pour répondre à la mondialisation du marché, Cacharel, entreprise familiale parisienne, a souhaité se rapprocher d’un acteur majeur du prêt-à-porter international. C’est pourquoi en octobre 2009 Cacharel a signé un accord de partenariat à long terme avec AEFFE, groupe italien spécialisé dans la production et distribution de produits de luxe, de marques propres et sous licence, avec filiales en Europe, États-Unis et Japon.
La première collection commune pour l’automne/hiver 2010-2011 a été présentée dans les Show Room de Paris, New York, Milan et Tokyo par AEFFE Groupe en janvier 2010.
Selon les accords, Cacharel conserve la responsabilité de la création, des défilés, et de la communication.
AEFFE Group est chargé de la fabrication et la distribution des collections.
Aujourd'hui, la nouvelle collaboration a trouvé son rythme de croisière et Cacharel se déploie à nouveau en France et à l’international avec une présence renforcée dans des nombreux points de vente sélectifs et bientôt[Quand ?] une nouvelle boutique en propre à Paris.

## Licences et partenariats
Depuis 1975, le groupe L'Oréal a développé une licence de produits cosmétiques. Le premier des parfums Cacharel, Anaïs Anaïs, sort en 1978. Il connaît de suite un succès important et est encore aujourd'hui le parfum phare de la marque. Parmi les autres créations, il y a LouLou, Amor Amor, Noa, Cacharel pour l'Homme, Eden et l'un des plus récents Scarlett.
La licence bijoux et montres est gérée par Christian Bernard Group.
Plusieurs licences ont été accordées afin de commercialiser des produits sous la marque Cacharel :
- des cahiers avec la société Clairefontaine ;
- des sous-vêtements avec la société Eminence.

Ponctuellement, des collaborations sont réalisées avec d'autres marques :
- Eastpak pour des sacs en 2009[18] ;
- Uniqlo pour des t-shirts en 2011[19],[20].

En 1997, pour une exposition au Nouveau musée national de Monaco, Cacharel habille une poupée Barbie.

## Cacharel en chiffres
Répartition du capital :
- Jean Bousquet : 80 %
- Novinvest / banque Rothschild : 20 %